# Mein Lehrer, der Krake
Mein Lehrer, der Krake ist ein südafrikanischer Dokumentarfilm aus dem Jahr 2020. Der Film wurde von Netflix produziert und dort auch am 4. September 2020 veröffentlicht. Regie führten James Reed und Pippa Ehrlich. Im Fokus steht Craig Foster. Die deutsche Synchronisation besorgte Gesine Hirsch (Dialogregie, Dialogbuch, Übersetzung) im Auftrag der Synchronfirma FFS Film- & Fernseh-Synchron.

## Handlung
Ein Filmemacher beschließt eines Tages, dass er etwas in seinem Leben ändern muss, und beginnt täglich direkt vor seiner Haustür an der Küste Südafrikas zu tauchen. Denn in einem Kelpwald begegnet er einem Oktopus-Weibchen, das ihn sofort in seinen Bann zieht. Zwischen den beiden entspinnt sich eine ungewöhnliche Beziehung und der faszinierende Meeresbewohner zeigt ihm jeden Tag aufs Neue wie er mit seinem einzigartigen Lebensraum zurechtkommt.

## Hintergrund und Kritik
Dagny Lüdemann  machte darauf aufmerksam, dass der Film das Denken über den Oktopus auch als Speise ändern werde. Inhaltlich drehe es sich um einen Menschen, der einen Burnout erlebt und nach einem neuen Lebensweg sucht. So war Craig Foster ein erfolgreicher Tierfilmer, der mit seinem Bruder eine Produktionsfirma in Kapstadt gründete und fürs Kino, National Geographic oder den Discovery Channel drehte. 2010 erlebte er dann einen Zusammenbruch.
Bernd Graff erklärte den Film zu einem Bankrott für das Tierfilmgenre, denn es drehe sich nicht um die Tiere, sondern den scheiternden Menschen.

## Auszeichnungen
Der Film wurde 2021 mit dem Oscar in der Kategorie Bester Dokumentarfilm ausgezeichnet. In der gleichen Kategorie auch mit dem BAFTA Film Award und dem Eddie Award der American Cinema Editors. In zwei Kategorien wurde er 2020 bei den Critics’ Choice Documentary Awards ausgezeichnet.